# Jiufeng, Guangdong
Jiufeng är en köping i sydöstra Kina. Den ligger i Lechang i staden Shaoguan i provinsen Guangdong, omkring 250 kilometer norr om provinshuvudstaden Guangzhou. Antalet invånare är 15 175. Befolkningen består av 7 287 kvinnor och 7 888 män. Barn under 15 år utgör 18,0 %, vuxna 15-64 år 70 %, och äldre över 65 år 10,0 %.